# 제노제네시스
《제노제네시스》(Xenogenesis)는 1977년의 단편 영화이다.

## 출연

### 주연
- 윌리엄 위셔 주니어

## 기타
- 미술: 제임스 카메론